# الأدب العمالي

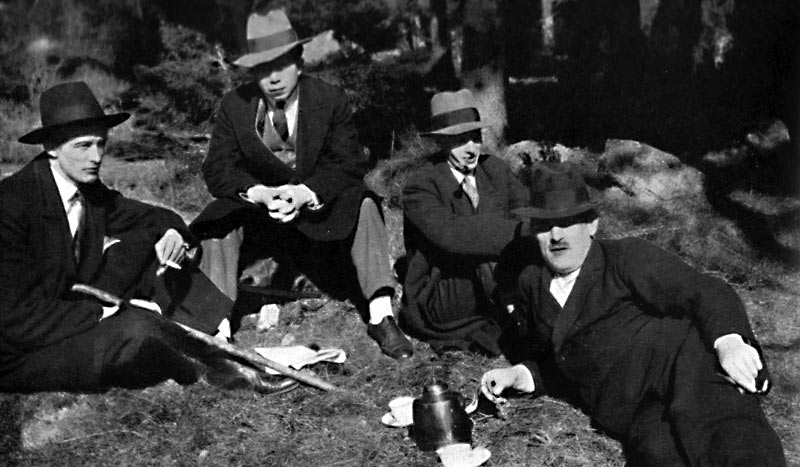
صورة تعبيرية

يشير الأدب العُمَّّالي هنا إلى الأدب الذي أنشأه الكتاب اليساريون أساسًا لطبقة العمال الواعية. يُحاول التعبير في الأدب عن مشاكلة الطبقة العاملة من حيث هي مظهر للصراع الطبقي والنزاع المستمر بين العمل ورأس المال، بين الإنسان والآلة.